# Monteagudo de las Vicarías
Monteagudo de las Vicarías este o arie protejată (arie de protecție specială avifaunistică — SPA) din Spania întinsă pe o suprafață de 15.526,24 ha, integral pe uscat.

## Localizare
Centrul sitului Monteagudo de las Vicarías este situat la coordonatele 41°21′17″N 2°12′11″W / 41.3548°N 2.2031°V.

## Înființare
Situl Monteagudo de las Vicarías a fost declarat arie de protecție specială avifaunistică în noiembrie 2003 pentru a proteja 128 de specii de animale.

## Biodiversitate
Situată în ecoregiunea mediteraneană, aria protejată nu include niciun habitat protejat.
La baza desemnării sitului se află mai multe specii protejate de  păsări (128): uliu porumbar (Accipiter gentilis), uliu păsărar (Accipiter nisus), lăcar mare (Acrocephalus arundinaceus), lăcar-de-rogoz (Acrocephalus schoenobaenus), lăcar-de-lac (Acrocephalus scirpaceus), fluierar de munte (Actitis hypoleucos), ciocârlie-de-câmp (Alauda arvensis), rață sulițar (Anas acuta), rață lingurar (Anas clypeata), rață pitică (Anas crecca), rață fluierătoare (Anas penelope), rață mare (Anas platyrhynchos), rață cârâitoare (Anas querquedula), rață pestriță (Anas strepera), fâsă-de-câmp (Anthus campestris), fâsă de luncă (Anthus pratensis), fâsă de pădure (Anthus trivialis), lăstunul mare (Apus apus), acvilă de munte (Aquila chrysaetos), stârc cenușiu (Ardea cinerea), ciuf-de-pădure (Asio otus), rață-cu-cap-castaniu (Aythya ferina), pasărea ogorului (Burhinus oedicnemus), șorecarul comun (Buteo buteo), ciocârlie-cu-degete-scurte (Calandrella brachydactyla), fugaci de țărm (Calidris alpina), cânepar (Carduelis cannabina), sticlete (Carduelis carduelis), scatiu (Carduelis spinus),  prundaș gulerat mic (Charadrius dubius), prundaș gulerat mare (Charadrius hiaticula), chirighiță neagră (Chlidonias niger), florinte (Chloris chloris), șerpar (Circaetus gallicus), erete de stuf (Circus aeruginosus), erete vânăt (Circus cyaneus), erete cenușiu (Circus pygargus), Clamator glandarius, porumbel de scorbură (Columba oenas), porumbel gulerat (Columba palumbus), prepeliță (Coturnix coturnix), cuc (Cuculus canorus), lăstun de casă (Delichon urbica), egretă albă (Egretta alba), presură de grădină (Emberiza hortulana), presură de stuf (Emberiza schoeniclus), măcăleandru (Erithacus rubecula), șoim de iarnă (Falco columbarius), Falco naumanni, șoim călător (Falco peregrinus), șoimul rândunelelor (Falco subbuteo), vânturel roșu (Falco tinnunculus), muscar negru (Ficedula hypoleuca), cinteză (Fringilla coelebs), Fringilla montifringilla, lișiță (Fulica atra), Galerida theklae, becațină comună (Gallinago gallinago), găinușă de baltă (Gallinula chloropus), cocor (Grus grus), vulturul pleșuv sur (Gyps fulvus), acvilă pitică (Hieraaetus pennatus), piciorong (Himantopus himantopus), Hippolais polyglotta, rândunică (Hirundo rustica), capîntortură (Jynx torquilla), sfrâncioc cu cap roșu (Lanius senator), pescăruș râzător (Larus ridibundus), Locustella naevia, ciocârlie de pădure (Lullula arborea), privighetoare (Luscinia megarhynchos), ciocârlie de bărăgan (Melanocorypha calandra), prigoare (Merops apiaster), gaia neagră (Milvus migrans), mierlă de piatră (Monticola saxatilis), mierlă albastră (Monticola solitarius), codobatură galbenă (Motacilla alba), codobatură de munte (Motacilla cinerea), codobatura galbenă (Motacilla flava), vultur egiptean (Neophron percnopterus), rață cu ciuf (Netta rufina), culic mare (Numenius arquata), pietrar mediteranean (Oenanthe hispanica), Oenanthe leucura, pietrar sur (Oenanthe oenanthe), grangur (Oriolus oriolus), ciuf-pitic (Otus scops), vultur pescar (Pandion haliaetus), Parus caeruleus, pițigoi mare (Parus major), cormoran mare (Phalacrocorax carbo), codroș de munte (Phoenicurus ochruros), pitulice de munte (Phylloscopus bonelli), pitulice de munte (Phylloscopus collybita), pitulice-fluierătoare (Phylloscopus trochilus), corcodel mare (Podiceps cristatus), corcodel-cu-gât-negru (Podiceps nigricollis), Pterocles orientalis, Ptyonoprogne rupestris, Pyrrhocorax pyrrhocorax, cristei de baltă (Rallus aquaticus), aușel sprâncenat (Regulus ignicapilla), lăstun de mal (Riparia riparia), mărăcinar (Saxicola rubetra), mărăcinar negru (Saxicola torquatus), cănăraș (Serinus serinus), turturică (Streptopelia turtur), graur (Sturnus vulgaris), silvie cu cap negru (Sylvia atricapilla), silvie de zăvoi (Sylvia borin), silvie roșcată (Sylvia cantillans), Sylvia conspicillata, Sylvia hortensis, silvie de tufiș (Sylvia undata), corcodel mic (Tachybaptus ruficollis), spârcaci (Tetrax tetrax), fluierar de mlaștină (Tringa glareola), fluierar cu picioare verzi (Tringa nebularia), fluierarul de zăvoi (Tringa ochropus), fluierarul cu picioare roșii (Tringa totanus), sturzul viilor (Turdus iliacus), mierlă (Turdus merula), sturz-cântător (Turdus philomelos), sturz (Turdus pilaris), sturzul de vâsc (Turdus viscivorus), strigă (Tyto alba), pupăză (Upupa epops), nagâț (Vanellus vanellus).